# Barajul Aswan
Barajul Aswan este cel mai mare baraj din Egipt. Acesta este situat langa orasul Aswan, in apropierea primei cataracte a fluviului Nil. Barajul consta de fapt din 2 baraje diferite: un baraj vechi, terminat in 1902, situat in partea inferioara, si un baraj nou, situat in partea superioara, construit cu ajutorul sovieticilor in anii '60 si terminat in 1970. 
Ambele baraje reguleaza cursul raului, prevenind inundarea anuala a regiunii sudice a Egiptului. Constructia barajelor a devenit necesara odata cu cresterea populatiei si dezvoltarea culturilor agricole din regiune, in special bumbacul si orezul, productia agricola crescand cu pana la 500% din 1970. Deoarece cantitatea de precipitatii care cade in regiune este foarte mica, agricultura depinde aproape in intregime de irigatii. Anual, in jur de 46 miliarde m3 de apa de la barajul superior sunt folositi pentru irigatii. 
Barajul alimenteaza 12 turbine, fiecare avand o capacitate de 175 MW, puterea totala a energiei produse fiind de 2,1 GW. Producerea energiei a inceput in 1967. 
Pentru crearea lacului de acumulare Lacul Nasser, a fost inundata o parte din Nubia inferioara, iar 60.000 oameni au fost stramutati. 